# Sławnikowice (Zgorzelec)
Sławnikowice (deutsch Kieslingswalde, früher auch Kislingswaldau) ist ein Dorf mit 347 Einwohnern in der Gmina Zgorzelec der Woiwodschaft Niederschlesien in Polen.

## Geografie
Das rund 2,5 Kilometer lange Waldhufendorf Sławnikowice liegt 14 km östlich von Görlitz und 4 km südlich der Europastraße 40 in der Oberlausitz.

## Geschichte

### Mittelalter und frühe Neuzeit
Der Ort wurde 1301 als Keselingswalde erstmals erwähnt. Gegen 1480 war ein Christoph von Hoberg Besitzer des Rittergutes; dieser hinterließ zwei Söhne und eine Tochter. Diese vermählte sich im Jahre 1483 mit Bernhard von Tschirnhaus, welcher hier Grundherr wurde und Stammvater des Kieslingswalder Geschlechts, welches 240 Jahre hier ansässig gewesen ist. 1714 erstand Frau Ursula Katharina von Falkenhain das Gut und verkaufte es bald an ihren Gemahl Hans Friedrich von Falkenhain. Dieser ließ das Pfarrhaus innen und außen renovieren.
Im Jahre 1725 verkaufte er das Gut an den Christian Friedrich Fromberg. Nach dessen Tod erbte der zweite Sohn Friedrich August von Fromberg Kieslingswalde und Stolzenberg. 1801 erwarb Wolf Christian Ludwig von Gersdorff das Gut nebst Zubehör. Im Jahre 1812 brannte das Schloss nieder.

### Das Dorf als Teil Preußens
Kieslingswalde fiel 1816 als Folge des Wiener Kongresses an die preußische Provinz Schlesien und wurde zunächst dem Landkreis Lauban, dann aber dem Landkreis Görlitz zugeordnet.
1851 kaufte das Rittergut Oberst Lestog. Aus dessen Händen ging es 1855 in den Besitz des Freiherrn Herrmann von Voss. Dieser verkaufte es 1860 an den Premierleutnant a. D. Hans Ferdinand Freiherrn von Funk. Von diesem erwarb es im Jahre 1862 Arthur von Witzleben und von ihm 1863 Heinrich Ludwig Stecker. Nach dem vielen Wechsel gelangte das Gut 1864 in den Besitz des herzoglich braunschweigischen Kammerherrn und königlich preußischen Hauptmann a. D. Artur von Witzleben. Nach seinem Tod übernahm sein Sohn W.von Witzleben die väterliche Besitzung.

### Das polnische Dorf
1945 wurde Kieslingswalde als Sławnikowice Teil Polens. Von 1946 bis 2001 war eine Grundschule in dem ehemaligen Schloss untergebracht, und von 2003 bis 2005 befand sich das Herrenhaus in Pacht der polnisch-sächsischen Stiftung „Tschirnhaus-Museion e. V.“
Seit 2005 ist das Herrenhaus im Besitz eines bildenden Künstlers aus Belgien.

## Sehenswürdigkeiten

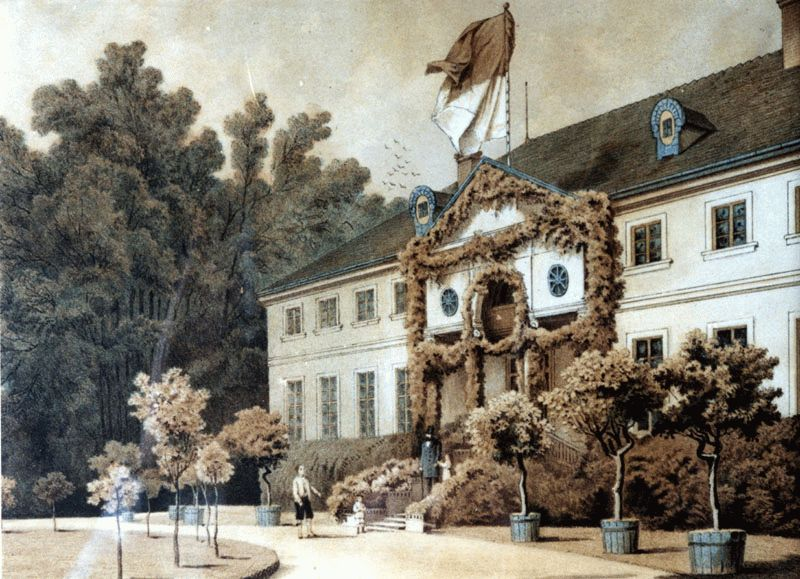
Schloss Kieslingswalde um 1870, Sammlung Alexander Duncker

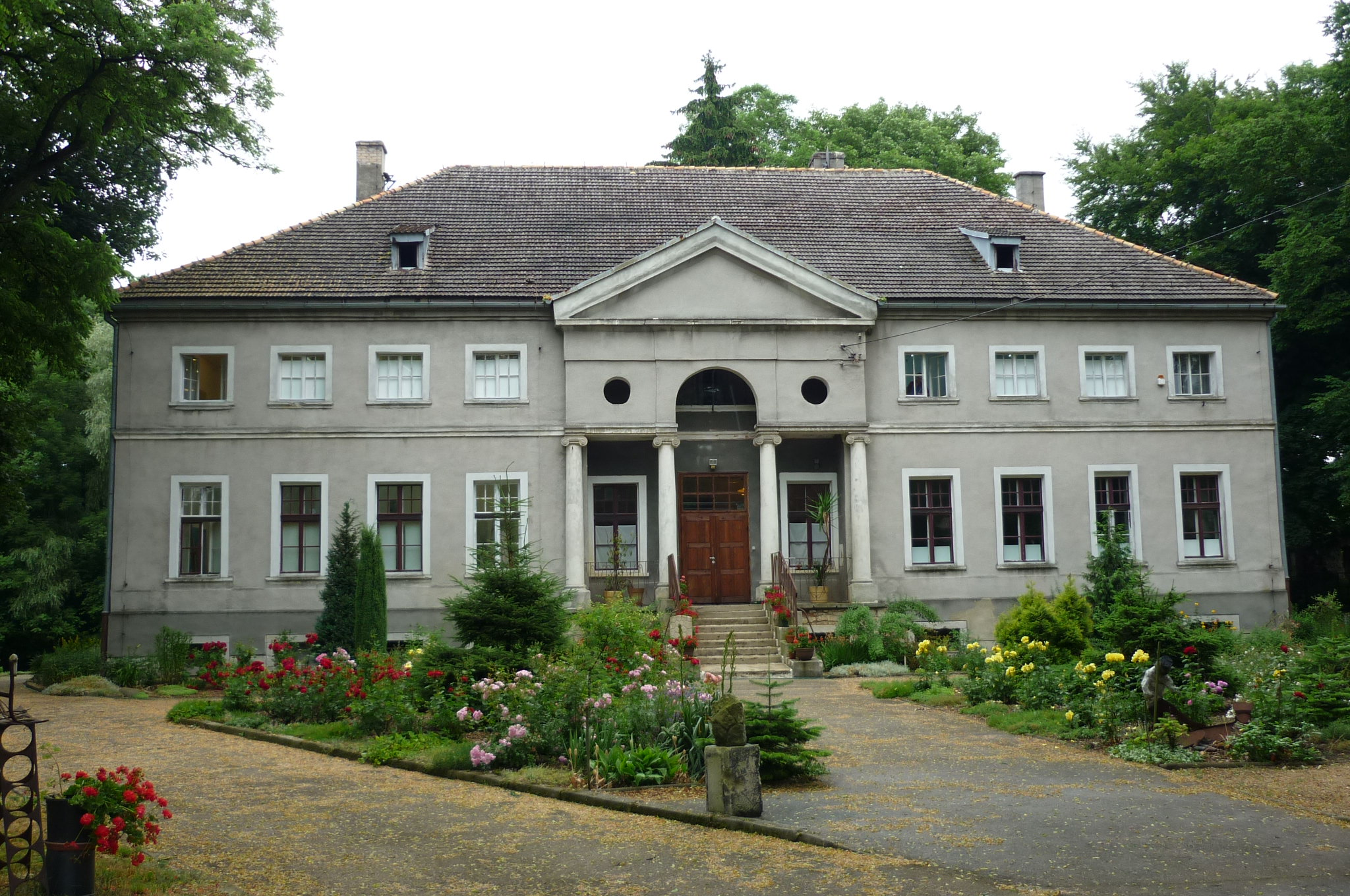
Schloss Kieslingswalde (2010)

- Das klassizistische Schloss mit seinem Mittelrisalit nach dem Palladio-Motiv wurde 1812–1815[4] erbaut. Der dazugehörige Gutshof entstand 1810 und befand sich einst im Besitz des Ehrenfried Walther von Tschirnhaus.
- Die katholische Herz-Jesu-Kirche (kościół Najświętszego Serca Pana Jezusa) ist ein schlichter Saalbau mit Dachreiter, der zuletzt 1838[4] umgebaut wurde. Im Jahre 1733 wurde die Grabkapelle derer von Fromberg angebaut. In die Kirchenwände eingemauert ist neben zwei Epitaphen von 1684, bzw. 1688, ein Sühnekreuz aus dem 14. bis 16. Jahrhundert.

Bei dem Epitaph aus dem Jahr 1684 handelt es sich um den Christoph von Tschirnhaus (1604–1684), Vater von Ehrenfried Walther von Tschirnhaus.
Das andere Epitaph aus dem Jahr 1688 ist ein Kindergrab. Hier liegt die Dorothea Sophia Eleonore von Tschirnhaus (1686–1688), Tochter des Ehrenfried Walther von Tschirnhaus.
Die Inschrift des Epitaphs lautet:

„Unten liegt ein Schatz versteckt, Doch der beste Theil ist droben. Lorgen wird den Himmel loben, Eh sie recht die Welt geschmeckt. Wir erharren der Ewigkeit. Da wird unser Schatz uns wieder, Neuen Geist und diese Glieder, Doch in mehr Vollkommenheit.“

Eine weitere Sehenswürdigkeit befand sich bis 1976 in der Kirche: Das große Grabmonument des Ehrenfried Walther von Tschirnhaus (1651–1708). Es bestand aus grauüberstrichenem Sandstein und hatte folgenden Wortlaut:

„Dem vornehmen und edlen Manne Herrn Ehrenfried Walther von Tschirnhaus, Erbherrn auf Kieslingswalde und Stoltzenberg, Königlich Polnischem und Kurfürstlich Sächsischem Rat, Mitglied der Königlichen Akademie zu Paris, dem Fürsten der Philosophen, Naturforscher und Mathematiker seiner Zeit, der um der höheren Studien willen sechsmal Belgien, viermal Frankreich, einmal England, Italien, Sizilien und Malta in zwölfjährigen Reisen wißbegierig durchwanderte, die Kunst, die Wahrheit zu finden und für die Gesundheit zu sorgen, entdeckte, zur Unterstützung der Optik als erster überaus große Glaslinsen erfand, Jaspamethyste und Jasponyxe ebenso mit eigenen Maschinen schnitt und was die Gegenwart anstaunt, die Zukunft bewundern wird, der als erster Europäer die Methode der Herstellung durchsichtigen Porzellans jeder Farbe erfand, so dass es das Geschirr der Inder an Glanz und Härte übertraf, dem Ritter, der durch seine Verdienste um den Hof, die gemeinnützigen Wissenschaften und das Vaterland sich einen unsterblichen Namen erwarb, geboren am 10. April des Jahres 1651, gestorben am 11. Oktober 1708, dem schmerzlich vermißten Bruder setzte in Pietät dieses Denkmal sein einziger, tiefbetrübter Bruder Georg Albrecht von Tschirnhaus, Erbherr auf Oberschönfeld und Hartlieb.“

Die Kirche von Kieslingswalde ist wahrscheinlich Anfang des 14. Jahrhunderts erbaut worden. 1346 wurde sie erstmals erwähnt. Die mittlere der drei Glocken trägt die Jahreszahl 1440, die große Glocke 1474. Vor der Reformation stand die hiesige Parochie unter dem Erzpriester zu Görlitz und dieser wieder unter dem Bischof von Meißen.
Bevor hier eine Kirche war, sind die Dorfbewohner wahrscheinlich nach Görlitz zum Gottesdienst gewandert.
Die kleinste der drei Glocken wurde im Jahre 1587 von Friedrich von Tschirnhaus der Kirche geschenkt. Dieser ließ auch den Kirchturm erbauen.
Unter dem Dreißigjährigen Krieg hatte die Gemeinde schwer zu leiden. Im Jahre 1642 kamen zwei schwedische Regimenter, die vor Lauban (Luban) lagen, um Lebensmittel aufzutreiben.
Der Gutshof wurde dabei in Brand gesteckt. Mit ihm brannten der Schulhof, der Pfarrhof und zwei Gärtnernährungen vollständig nieder.
Ein Enkel des im Jahr 1602 verstorbenen Tschirnhaus ließ 1672 den Kirchturm neu decken und mit einer Uhr ausstatten. Auch wurde von ihm der niedergebrannte Gutshof wieder aufgebaut, und er zeigte sich edelmütig beim Aufbau von Schule und Pfarrhaus. Er schenkte der Kirche ein Taufbecken, einen Chorrock, eine Altarbekleidung und Altarleuchter, ließ außerdem das Kirchengebäude hinter dem Altar erweitern.
Die drei Kirchenglocken hatten 500 Jahre in der Kirche zu Kieslingswalde geläutet.
1943 sollten sie eingeschmolzen werden und zur Herstellung von Waffen verwendet werden.
Wie sich später herausstellte, wurden die Glocken jedoch nicht eingeschmolzen.
Sie befinden sich heute im Turm der Dreifaltigkeitskirche zu Oldenburg-Osternburg und im neuen Turm der Auferstehungskirche in Steinfeld.

## Persönlichkeiten

### Söhne und Töchter des Ortes
- Christoph von Tschirnhaus (* 1604 in Kieslingswalde; † 16. Juli 1684 ebenda), Herr auf Kieslingswalde und Stolzenberg, Landesältester des Görlitzischen Kreises im Markgraftum Oberlausitz, kursächsischer Rat.
- Ehrenfried Walther von Tschirnhaus (1651–1708), Naturforscher
- Wolf Christian Ludwig von Gersdorff (1765–1832), preußischer Major und Landrat
- Hermann von Gersdorff (1809–1870), preußischer Generalleutnant

### Weitere Persönlichkeiten
- Georg Mohr (1640–1697), Mathematiker
- Johannes Neunherz (1653–1737), lutherischer Geistlicher und Kirchenlieddichter, Pfarrer des Ortes